# Сан-Лука
Сан-Лука (італ. San Luca, сиц. Santu Luca) — муніципалітет в Італії, у регіоні Калабрія,  метрополійне місто Реджо-Калабрія‎.
Сан-Лука розташований на відстані близько 520 км на південний схід від Рима, 100 км на південний захід від Катандзаро, 36 км на схід від Реджо-Калабрії.
Населення — 3919 осіб (2014).
Щорічний фестиваль відбувається 18 жовтня, 2 вересня, 14 вересня. Покровитель — San Luca evangelista.

## Демографія
Населення за роками:

Станом на 1 січня 2023 року в муніципалітеті офіційно проживало 10 іноземців з 6 країн, серед них 7 громадян країн Євросоюзу та 2 громадяни України.

## Сусідні муніципалітети
- Бенестаре
- Боваліно
- Карері
- Казіньяна
- Козолето
- Деліануова
- Само
- Сант'Агата-дель-Б'янко
- Санта-Кристіна-д'Аспромонте
- Шидо